# Estação Ferroviária de Matilde
A Estação Ferroviária de Matilde é uma estação ferroviária localizada no distrito de Matilde, município de Alfredo Chaves, estado do Espírito Santo. A estação em conjunto com o girador, a caixa d'água, a ponte metálica e o pátio ferroviário foram tombados pela Secretaria da Cultura do Estado do Espírito Santo em 1986 e pelo Instituto do Patrimônio Histórico e Artístico Nacional (IPHAN) em 3 de setembro de 2008.

## História
No começo do século XX, a Estrada de Ferro Sul do Espírito Santo estava com a construção interrompida. Esta deveria ligar a capital Vitória à cidade de Cachoeiro do Itapemirim, mas até pelo menos 1907, seus trilhos só estavam concluídos até Matilde, no município de Alfredo Chaves. A estação se chamava à época Estação Ferroviária Engenheiro Reeve, em homenagem ao engenheiro inglês Carlos Bloomer Reeve, que era responsável pela ferrovia.
Em 1910, a estação foi inaugurada junto da Estação de Araguaia e contou com a presença do presidente Nilo Peçanha.

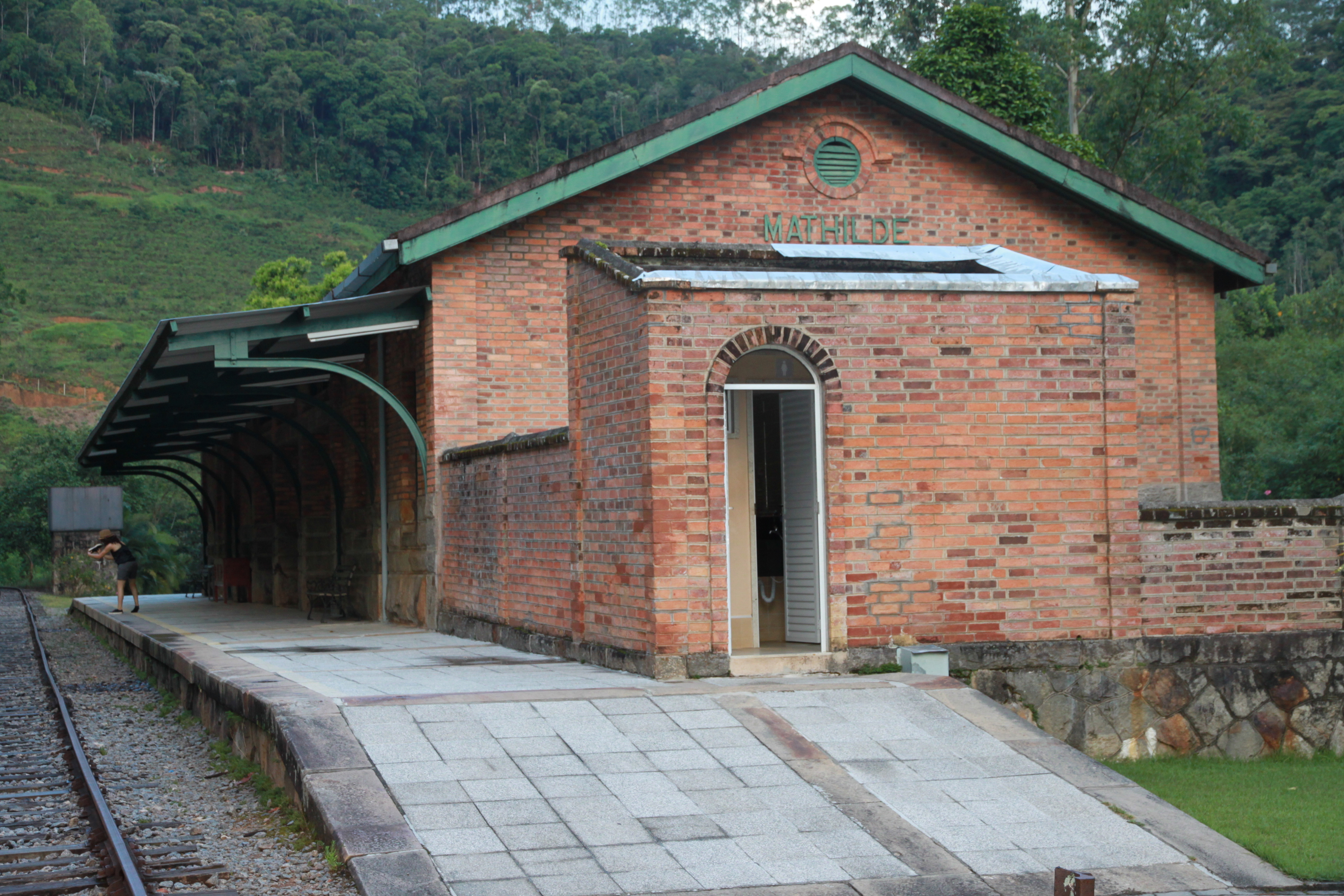
A estação vista do outro lado